# Schlacht bei Solygeia
Die Schlacht bei Solygeia war eine Schlacht im Peloponnesischen Krieg, die im Jahre 425 v. Chr. im Gebiet von Korinth zwischen einer Invasionsarmee aus Athen und lokalen Verteidigern ausgetragen wurde. Die Athener siegten, zogen sich jedoch vor der Ankunft feindlicher Verstärkungen zurück. 

## Strategie
Geschwächt durch den Ausbruch der Pest, hielt sich Athen in den ersten Jahren nach dem Tod des Perikles an eine wenig riskante Strategie der Nadelstiche mit unerwarteten Landungen an der Küste der Peloponnes, raschen Plünderungen und zeitigem Rückzug, bevor die Verteidiger ihre Kräfte sammeln konnten. Ein solches Unternehmen führte im Sommer 425 der attische Feldherr Nikias gegen Korinth.

## Aufmarsch
Nikias fuhr mit 80 Schiffen in den Saronischen Golf und landete mit seinem Heer zwischen Kenchreai und Rheiton im Gebiet von Korinth. Er führte 2.000 attische Hopliten und drei Hilfskontingente der Verbündeten aus Milet, Andros und Karystos. Da er auch eine Anzahl Pferdetransportschiffe in seiner Flotte hatte, waren außerdem 200 Reiter dabei. 
Die Korinther hatten jedoch aus Argos Wind bekommen über das athenische Vorhaben und waren deshalb mit dem gesamten Aufgebot ausgerückt an den Isthmos nördlich von Kenchreai. Nach der Landung waren die beiden Heere zunächst durch den Berg Oneios und das Vorgebirge Chersones getrennt. In der Nacht umgingen die Korinther mit der Hälfte ihrer Mannschaft den Berg, sandten eine Abteilung unter dem Feldherrn Battos zur Abwehr in den unbefestigten Ort Solygeia im Süden und stellten sich mit dem Rest unter dem Kommando ihres Feldherrn Lykophron zum Kampf. Die andere Hälfte ihres Heeres blieb zunächst in Kenchreai zurück, um den Isthmos und das nördlich gelegene Krommyon zu bewachen.

## Schlachtverlauf

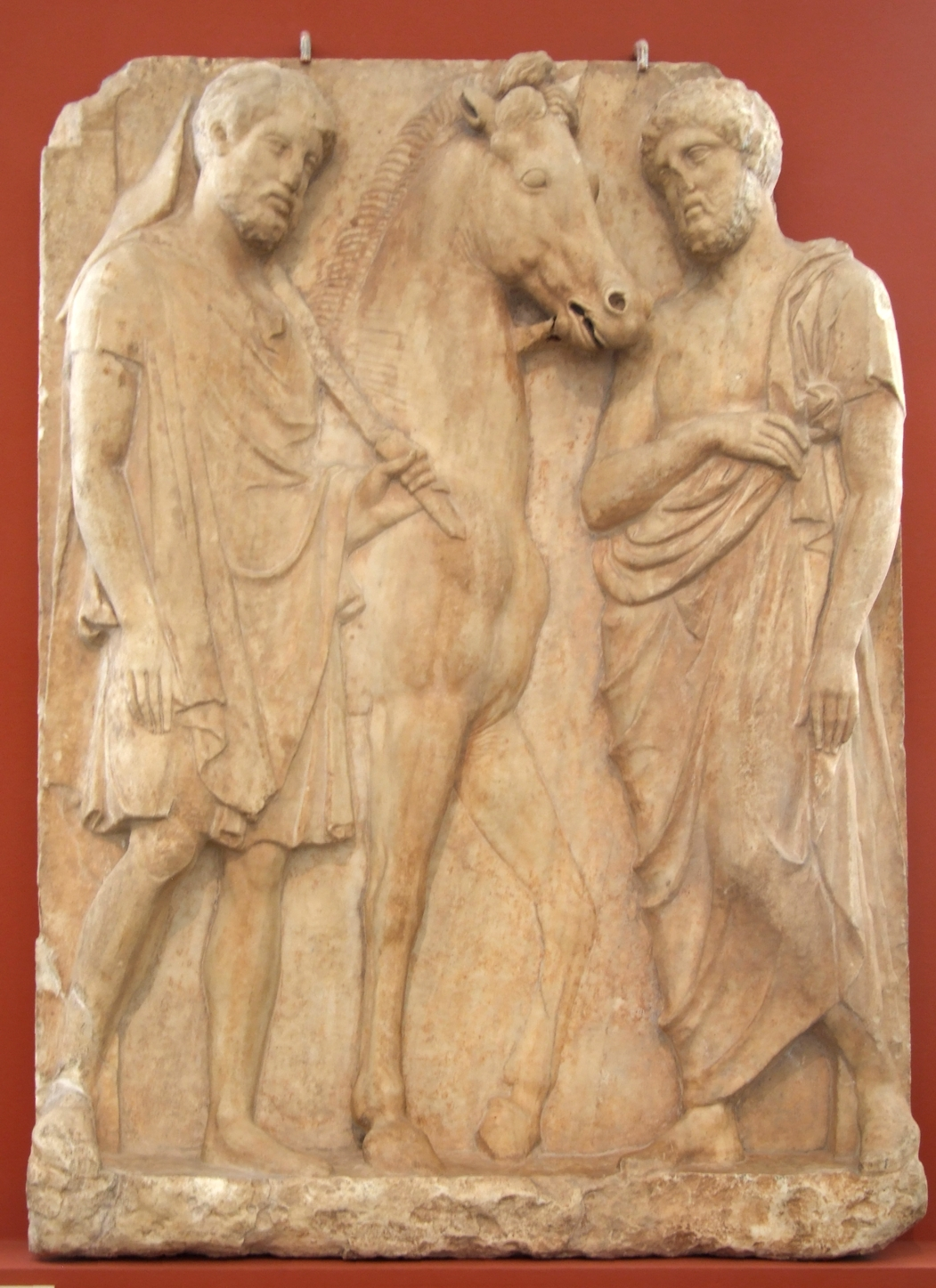
Athenischer Reiter
(Grabstele, 370 v. Chr.)

Die Truppen Lykophrons warfen sich zuerst auf den rechten Flügel der Athener vor Chersones. Die Athener und Karystier empfingen den Stoß und drängten sie mühsam gegen den Berg zurück. Als den Korinthern eine weitere Abteilung zu Hilfe kam, wich die athenische Linie bis zum Meer zurück. Bei den Schiffen angekommen, kehrten die Athener und Karystier jedoch abermals um, den Kampf erneuernd. Auf dem rechten Flügel der Korinther kämpfte Lykophron darum, den linken Flügel der Athener von einem Vorstoß nach Solygeia abzuhalten. Beide Seiten hielten sich lange die Waage, aber da die Korinther keine Reiter hatten, gab schließlich die athenische Kavallerie den Ausschlag. Von der attischen Reiterei verfolgt, flohen die Korinther auf einen nahen Hügel. Dabei fiel Lykophron mit vielen anderen. Die Athener holten die Waffen der Erschlagenen, bargen ihre eigenen Toten und errichteten ein Siegesmal. Die Zahl der getöteten Korinther betrug 212, die Athener hatten knapp 50 Gefallene.

## Rückzug
Die anderen Korinther hatten hinter dem Berg nichts von der Schlacht mitbekommen, und erst als sie die Staubwolke bemerkten, eilten sie zu Hilfe. Als die Athener sie kommen sahen, befahl Nikias die Einschiffung und zog sich auf die nahegelegenen Inseln zurück. Hier bemerkte er, dass man zwei Tote zurückgelassen hatte, weil man sie nicht fand. Er bat daraufhin die Korinther um Herausgabe der Leichen, obwohl ihm das nach militärpolitischem Brauch als Verzicht auf den Sieg ausgelegt werden musste. Von den Inseln fuhr Nikias weiter nach Krommyon, wo seine Truppen das Land verwüsteten, und in den folgenden Tagen taten sie Gleiches bei Epidauros und Troizen.

## Folgen
Sybota – Potidaia – Spartolos – Stratos – Naupaktos – Plataiai – Olpai – Tanagra – Pylos – Sphakteria – Korinth – Megara – Delion – Amphipolis – Mantineia – Melos – Syrakus – Milet – Syme – Eretria – Kynossema – Abydos – Kyzikos – Ephesos – Chalkedon – Byzanz – Andros – Notion – Mytilene  – Arginusen – Aigospotamoi
Die Schlacht bei Solygeia war ein Beispiel für die vorsichtige Strategie des Nikias in einem Abnutzungskrieg, wie er von Perikles geplant war. Die wichtigen Entscheidungen wurden unterdessen durch risikobereite Feldherren an anderen Schauplätzen herbeigeführt, insbesondere in der Schlacht von Pylos und der anschließenden Schlacht von Sphakteria sowie drei Jahre später in der Schlacht von Amphipolis.